# Protomyces pachydermus
Protomyces pachydermus är en svampart som beskrevs av Thüm. 1874. Protomyces pachydermus ingår i släktet Protomyces och familjen Protomycetaceae.  Arten är reproducerande i Sverige. Inga underarter finns listade i Catalogue of Life.